# 살비아놀산
단삼(Salvia miltiorrhiza)에서 분리된 화합물로 잘 알려진 살비아놀산(Salvianolic acid)은 혈액순환 개선및 고지혈증 완화에 효과가 있는 생화학물질로 알려져있다.  황전환경로(Transsulfuration pathway,TS경로)는 호모시스테인을  글루타티온에서 항산화된 항산화 글루타티온(GSH,antioxidant glutathione)으로 전환시키는 내인성 경로를 제공한다. 한편 단삼에서 추출되는 화합물에는 카페인산(caffeic acid) 2분자와 호모시스테인의  황 전환을 강화할 수 있는 살비아놀산 A(Sal A) 1 분자를 함유하고 있으며, 이러한 살비아놀산 A(Sal A)가 황전환 경로(TS경로)에 대한 활성화 효과가 있고 이 효과는 호모시스테인 모두에 유익한 영향을 미칠 수 있다는 가설이 연구 보고된 바있다.

## 살비아놀산 B
단삼(Salvia miltiorrhiza)에서 분리된 화합물에는 살비아놀산 (또는 살비아놀산 B), 디하이드로탄시논(Dihydrotanshinone I , DI), 탄시논 I(tanshinone I) 및 탄시논 IIA(tanshinone IIA)가 포함된다.  탄시논 IIA(tanshinone IIA)는 단삼(Salvia miltiorrhiza) 뿌리의 가장 풍부한 성분중 하나이다.

## 살비아놀산 A
살비아놀산 A의 구조식은 C26H22O10으로 알려져있다.

## 같이 보기
- 메티오닌